# Gee (rappeur)
Pour les articles homonymes, voir Gee.
Gee est un rappeur mongol, né en 1984.

## Biographie
Munkherdene, actuellement connu sous le nom de scène de Gee, est né en 1984 dans un Ger Khoroolol, un quartier de yourte, zone pauvre d'Oulan Bator. Fils d'une mère célibataire, il ressent le besoin de s'exprimer en écrivant de la poésie. En 1998, il s'essaye à la fusionner avec des rythmes, et donc commence à rapper, après avoir écouté une cassette audio sur laquelle sont présents, entre autres, Dr. Dre, Snoop Dogg et The Sugarhill Gang. Son origine et son parcours difficile lui valent l'admiration de ses confrères, généralement de bonne famille. Il commence à rapper en 1998.
Massif d'apparence, la tête rasée, il porte, autour du cou, une lourde chaîne à laquelle est suspendue un grand talisman donné par un chaman. Des tatouages ornent ses mains, ses bras et même une de ses joues. Sur son bras droit, ils rendent hommage au Wu-Tang Clan et à Tupac), ceux sur ses mains montrent son côté mongol. Un proverbe s'y poursuit de l'une à l'autre : « Aibal buu khii ; Khiibal buu ai » (En français, « Si vous avez peur, ne le faites pas ; si vous l'avez fait, n'ayez pas peur »). Il possède un crew composé d'un graffeur, d'un tatoueur et d'un compositeur. Il se considère comme le meilleur rappeur mongol.
Son flux régulier égal, à la voix rugueuse mais claire, est une incarnation de l'américanisation du rap mongol, même si celui-ci conserve des spécificités. Gee utilise ainsi parfois dans ses musiques des instruments de musique traditionnels comme le morin khuur et peut employer le khöömii (chant de gorge) dans ses chants. 
Au contraire des autres rappeurs, Gee ne chante pas l'amour romantique. Le rap sur « l'argent, les femmes ou l'herbe » ne l'intéresse pas. Il pense que « le hip-hop mongol doit être sage et doit dire aux gens ce qu'il est juste de faire ». Gee, l'un des rappeurs les plus connus de Mongolie, s'est fait connaître par ses paroles agressives et vulgaires et par ses textes revendicatifs. Il dénonce la corruption au sein du gouvernement, la dégradation de l'environnement, l'existence de quartiers de tentes en périphérie d'Oulan Bator. Dans le titre UU (Boire), Gee alerte sur le fléau de l'alcoolisme en Mongolie et utilise quelques jurons pour souligner l'urgence de son message. Gee a également une position anti-chinoise marquée. En Mongolie, les étrangers et notamment les Chinois sont accusés d'aspirer les ressources nationales et de détruire l'environnement par l'exploitation minière,. Dans sa chanson la plus controversée, Hujaa, une insulte raciale faisant référence au peuple chinois, il rappe sur la supériorité mongole et sa future domination sur la Chine. Le clip vidéo le montre portant un tablier taché de sang, et brandissant une hache, dans un congélateur à viande, avec des carcasses de moutons suspendues à des crochets à viande. Ce titre et l'album Mongolz où il se retrouve, une collaboration avec le groupe de folk rock mongol Jonon, s'intègrent dans une pensée nationaliste populaire en Mongolie.
Il est l'un des trois personnages centraux du documentaire Mongolian Bling.

## Discographie
- Bolovsrolgui Seheetnii Tavigdahgui Iltgel (2005)[1].
- Unrelease (2008)
- Moneyless Man (2009)
- Mongol Rapper (2010)
- Mongolz (2011) (en collaboration avec Jonon)
- Geeometry (2014)